# Zārān Cham Garmūrt
Zārān Cham Garmūrt (persiska: زروان چم, Zūrāncham, Zaravān Cham, زاران چم گرمورت) är en ort i Iran.   Den ligger i provinsen Lorestan, i den västra delen av landet, 400 km sydväst om huvudstaden Teheran. Zārān Cham Garmūrt ligger 1 083 meter över havet och antalet invånare är 126.
Terrängen runt Zārān Cham Garmūrt är varierad. Zārān Cham Garmūrt ligger nere i en dal. Runt Zārān Cham Garmūrt är det ganska tätbefolkat, med 72 invånare per kvadratkilometer. Närmaste större samhälle är Khāneh Sorkh, 0,82 km väster om Zārān Cham Garmūrt. Omgivningarna runt Zārān Cham Garmūrt är i huvudsak ett öppet busklandskap.